# Mariner 4
Esta cuarta misión de la serie Mariner representó el primer sobrevuelo con éxito del planeta rojo y nos envió las primeras fotografías de la superficie del planeta. Era idéntica a la Mariner 3 y se diseñó para realizar detalladas observaciones científicas de Marte, incluyendo mediciones de las partículas y los campos interplanetarios en las cercanías de Marte. Lanzada el 28 de noviembre de 1964, Mariner 4 realizó el primer sobrevuelo exitoso del planeta Marte , enviando las primeras imágenes de cerca de la superficie marciana. Capturó las primeras imágenes de otro planeta jamás obtenidas desde el espacio profundo; su representación de un planeta muerto y lleno de cráteres cambió en gran medida la visión de la comunidad científica sobre la vida en Marte. Otros objetivos de la misión eran realizar mediciones de campo y partículas en el espacio interplanetario en las proximidades de Marte y proporcionar experiencia y conocimiento sobre las capacidades de ingeniería para vuelos interplanetarios de larga duración. Inicialmente se esperaba que permaneciera en el espacio durante ocho meses, la misión de Mariner 4 duró aproximadamente tres años en órbita solar. El 21 de diciembre de 1967 se interrumpieron las comunicaciones con el Mariner 4.

## Características
La nave espacial Mariner 4 consistía en un octágono de magnesio, de 127 cm de largo y 45,7 cm de longitud. Cuatro paneles solares están montados en la parte superior del octágono de un extremo a extremo lapso de 688 cm, incluyendo paletas de la presión solar, montados en los extremos de los paneles. Una antena parabólica de 116,8 cm de diámetro fue montada en la parte superior del octágono. Una antena omnidireccional de baja ganancia fue montada en un mástil de 223,5 cm de altura al lado de la antena de alta ganancia. La altura total de la nave fue de 289 cm. En la parte inferior central de la nave espacial está la cámara de televisión en una plataforma de escaneo. El octágono contiene los equipos electrónicos, el cableado, el tanque de propulsión y 4 de actitud, el controlador de gas y los reguladores de actitud. La mayoría de los experimentos científicos se montaron en el exterior del octágono. Los instrumentos de la ciencia, además de la cámara de televisión, fueron un magnetómetro, un detector de polvo, el telescopio de rayos cósmicos, detector de radiación atrapada, la sonda de plasma solar, y la cámara de ionización / contador Geiger. La masa de la nave es de 260.68 kg.
La energía fue proporcionada por 28.224 células solares que están en los cuatro paneles solares de 90 x 176 cm , que podían proporcionar 310 W en Marte. Mariner 4 necesitaba 170W para operar. Una batería recargable de zinc/plata con capacidad de 1200 W fue usado para reservar energía durante la oscuridad. La propulsión usaba hidracina, 4 motores de 222-N en un motor estaba montado en uno de los lados de la estructura octogonal. El control de actitud fue controlada por 12 motores de nitrógeno frío montados en los extremos de los paneles solares y tres giroscopios. Las paletas de presión solar, cada uno con una superficie de 0,65 metros cuadrados, están montados en los extremos de los paneles solares. Se obtuvo información de la posición de la nave a través de cuatro sensores solares, un sensor de Tierra, Marte, y un sensor de estrella Canopus.Posteriormente, Canopus se utilizó como punto de referencia en muchas misiones posteriores.
Los equipos de telecomunicaciones consisten en un transmisor de doble banda S de 7 W triodo amp/10-W con cavidad TWTA y un receptor único que puede enviar y recibir datos a través de la antena de baja y alta ganancia en 8 1 / 3 o 3 ,1 / 3 bps. Los datos son almacenados en una grabadora de cinta con una capacidad de 5.24 millones de bits para su transmisión posterior . Todas las operaciones eran controladas por un subsistema de mando que puede procesar 29 palabras de mando directo o 3 comandos de palabra cuantitativos para las maniobras a medio camino. La computadora central y un secuenciador almacena el tiempo utilizando una secuencia de comandos de 38,4 kHz de frecuencia de sincronización como una referencia de tiempo. El control de temperatura se logró mediante el uso de persianas ajustables montados en los lados del octágono, varias mantas aislantes, protectores de aluminio pulido, y tratamientos de superficie.

## La misión

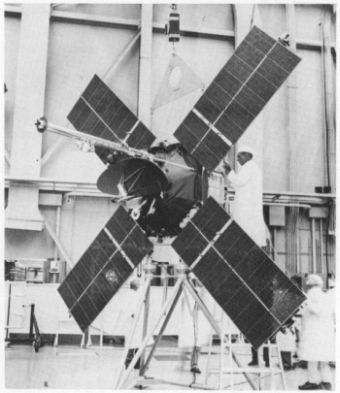
Últimos retoques de la Mariner 4.

Después de que el Mariner 3 se perdiera por completo debido a un fallo en el desprendimiento de la cubierta de carga útil, los ingenieros del JPL sugirieron que se había producido un mal funcionamiento durante la separación del exterior del carenado de metal del revestimiento interior de fibra de vidrio debido a las diferencias de presión entre la parte interior y exterior de la cubierta y que esto podría haber provocado que el mecanismo de separación accionado por resorte se enredara y no se desprendiera correctamente.
Las pruebas realizadas en el JPL confirmaron este modo de fallo y se intentó desarrollar un nuevo carenado totalmente metálico. El inconveniente era que el nuevo carenado sería mucho más pesado y reduciría la capacidad de sustentación del Atlas-Agena. Convair y Lockheed-Martin tuvieron que introducir varias mejoras de rendimiento en el propulsor para sacarle más potencia. A pesar de los temores de que el trabajo no pudiera completarse antes de que se cerrara la ventana de Marte en 1964, la nueva cubierta estuvo lista en noviembre.
Tras el lanzamiento desde el Complejo de Lanzamiento 12 de la Estación de la Fuerza Aérea de Cabo Cañaveral, la cubierta protectora que cubría el Mariner 4 se desprendió y la combinación Agena-D/Mariner 4 se separó del propulsor Atlas-D a las 14:27:23 UTC del 28 de noviembre de 1964. El primer encendido del Agena tuvo lugar entre las 14:28:14 y las 14:30:38. El primer encendido colocó a la nave en una órbita de estacionamiento terrestre y el segundo, de 15:02:53 a 15:04:28, la situó en una órbita de transferencia a Marte. El Mariner 4 se separó del Agena a las 15:07:09 e inició las operaciones en modo crucero. Los paneles solares se desplegaron y la plataforma de exploración se desenganchó a las 15:15:00 horas. La adquisición del Sol se produjo 16 minutos más tarde.
El rastreador de estrellas estaba configurado para responder a cualquier objeto que fuera más de un octavo de brillante que Canopus y menos de ocho veces más brillante. Incluyendo a Canopus, había siete objetos de este tipo visibles para el sensor. Se necesitó más de un día de "saltos de estrellas" para encontrar Canopus, ya que el sensor se fijó en otras estrellas: un patrón de luz difusa de la Tierra cercana, Alderamin, Regulus, Naos y Gamma Velorum fueron adquiridos antes de Canopus.
Después de siete meses y medio de viaje y de una maniobra para corregir la trayectoria el 5 de diciembre de 1964, la nave sobrevoló Marte entre el 14 y el 15 de julio de 1965.
Durante esta fase se tomaron 21 imágenes más 21 líneas pertenecientes a la imagen número 22 que quedó interrumpida. Las imágenes cubrían zonas dispersas del planeta entre los 40ºN - 170ºE y los 35ºS - 200ºE, representando un 1% de la superficie total de Marte.
La máxima aproximación tuvo lugar a las 01:00:57 GMT del 15 de julio a una distancia de 9.846 km
Todas las imágenes fueron almacenadas en la cinta de a bordo y luego enviadas a nuestro planeta. A las 02:19:11 GMT el Mariner 4 pasó por detrás de Marte (visto desde nuestro planeta) y las comunicaciones se interrumpieron. La señal fue readquirida a las 03:13:04 GMT cuando reapareció por la parte opuesta del planeta. Unas ocho horas después comenzó la retransmisión de las imágenes, que continuaron enviándose a la Tierra hasta el 3 de agosto. Todas las imágenes se enviaron por duplicado.

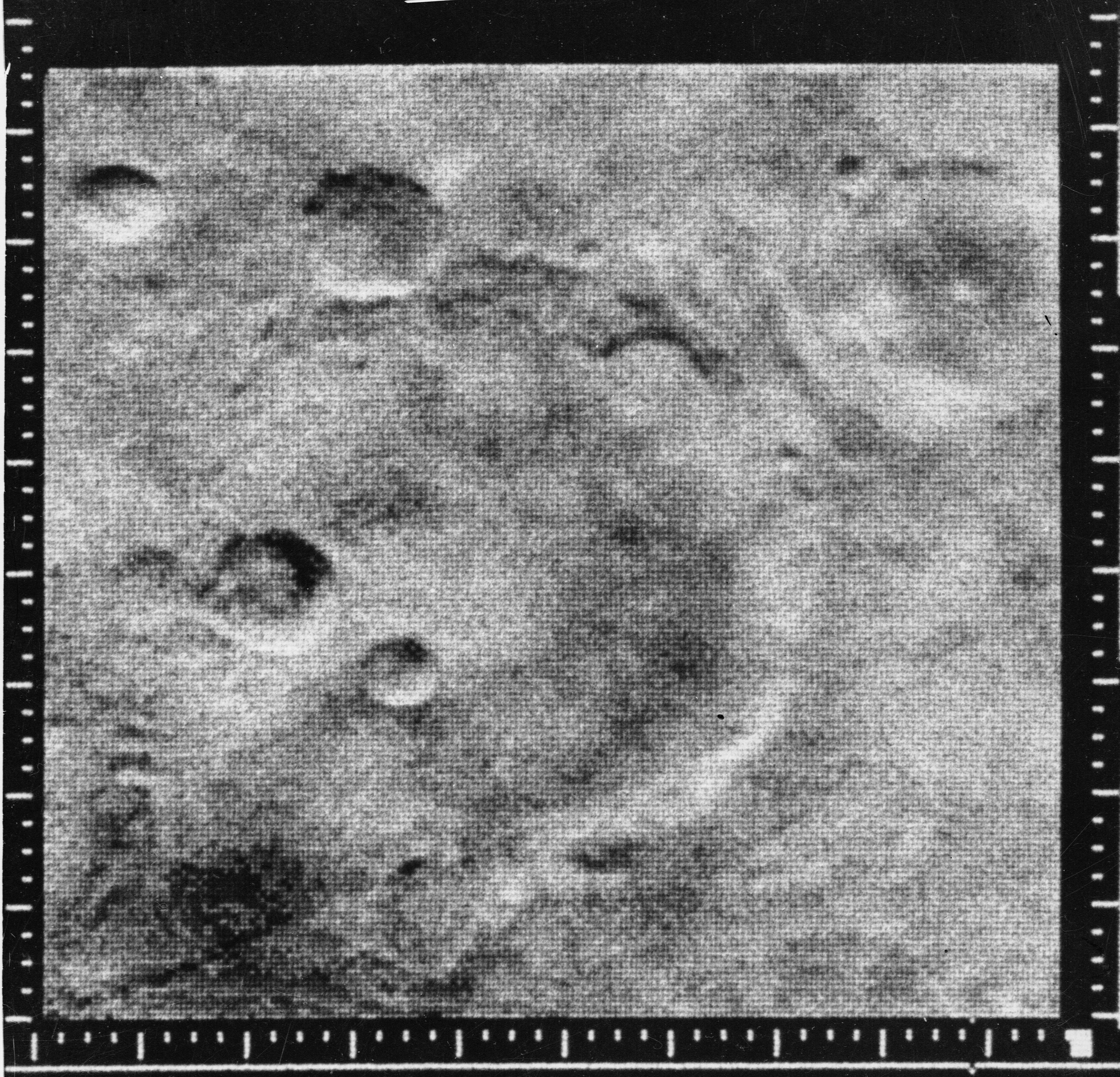
Cráteres marcianos vistos desde la Mariner 4.

La nave cumplió todos los objetivos programados y se mantuvo enviando datos útiles hasta el 1 de octubre de 1965 a las 22:05:07 GMT cuando se encontraba a una distancia de 309 millones de km, momento en el cual la orientación de la antena no permitió el envío de más datos.
Se volvió a conectar de nuevo con éxito a finales de 1967. El detector de polvo cósmico registró 17 impactos en un periodo de 15 min el 15 de septiembre, fruto de una posible lluvia de meteoritos que modificó la orientación de la nave y dañó el escudo térmico. El 7 de diciembre se agotó el gas encargado de modificar la orientación de la Mariner 4 y entre el 10 y el 11 del mismo mes se detectaron 83 impactos de micrometeoritos, lo que modificó más su orientación y con ello se perdía potencia en la señal de radio. El 21 de diciembre finalizaron las comunicaciones con la Mariner 4.

## Resultados

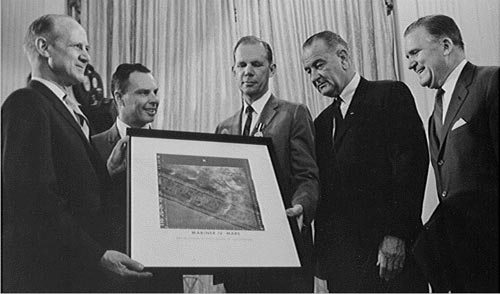
Jack N. James (centro), Director del Proyecto Mariner 4 del JPL, con un grupo en la Casa Blanca presentando la famosa fotografía Número 11 de Marte de la nave espacial al Presidente de EE. UU. Lyndon B. Johnson (centro derecha) en julio de 1965

El total de datos devueltos por la misión fue de 5,2 millones de bits (unos 634 kB). Todos los instrumentos funcionaron con éxito a excepción de una parte de la cámara de ionización, concretamente el tubo Geiger-Müller, que falló en febrero de 1965. Además, la sonda de plasma vio degradado su rendimiento por un fallo en una resistencia el 8 de diciembre de 1964, pero los experimentadores pudieron recalibrar el instrumento y seguir interpretando los datos. Las imágenes devueltas mostraban un terreno con cráteres similar a la Luna, que los científicos no esperaban, aunque el astrónomo aficionado Donald Cyr había predicho cráteres. Misiones posteriores demostraron que los cráteres no eran típicos de Marte, sino sólo de la región más antigua de la que tomó imágenes el Mariner 4. Se estimó una presión atmosférica superficial de 4,1 a 7,0 milibares y temperaturas diurnas de -100 °C. No se detectó campo magnético ni cinturones de radiación marcianos ni, de nuevo sorprendentemente, agua superficial.
Bruce C. Murray utilizó fotografías del Mariner 4 para dilucidar la historia geológica de Marte.
Las imágenes de cráteres y las mediciones de una delgada atmósfera- mucho más delgada de lo esperado- que indicaban un planeta relativamente inactivo expuesto a la dureza del espacio, disiparon en general las esperanzas de encontrar vida inteligente en Marte. La vida en Marte había sido objeto de especulación y ciencia ficción durante siglos.Si había vida en Marte, después de la Mariner 4 la mayoría concluyó que probablemente se trataría de formas más pequeñas y simples. Otros concluyeron que una búsqueda de vida en la Tierra con una resolución kilométrica, utilizando varios miles de fotografías, no reveló ningún signo de vida en la gran mayoría de estas fotografías; por lo tanto, basándose en las 22 fotografías tomadas por la Mariner 4, no se podía concluir que no hubiera vida inteligente en Marte. Se midió el viento solar, y se comparó con los registros simultáneos del Mariner 5 que fue a Venus.
Se estima que el coste total de la misión Mariner 4 fue de 83,2 millones de dólares (equivalentes a 804 millones de dólares en 2023).  Los costes totales de investigación, desarrollo, lanzamiento y soporte de la serie de naves espaciales Mariner (Mariners 1 a 10) fueron de aproximadamente 554 millones de dólares (equivalentes a 5.360 millones de dólares en 2023).